# Tollpörgetés

Tollpörgetés kombináció

A tollpörgetés a kontakt zsonglőrködés egy fajtája, amely az írószerek nagyon finom és koordinált mozdulatokat igénylő és látványos mozgatása az ujjak között. Sokan csak az iskolában, irodában űzik szórakozás céljából, de olykor nemzetközi versenyeket és találkozókat is szerveznek, és a világ különböző részein tollpörgető egyesületek működnek. Japánban ez a szabadidős tevékenység már a hetvenes évek óta népszerű. Nemzetközi szinten az online videóknak és fórumoknak köszönhetően vált elterjedtté. A legnépszerűbb Japánban, Dél-Koreában és az Egyesült Államokban. Eredete nem tisztázott.

## Történelme
A tollpörgetés eredetéről nincs adat. Az első feljegyzés a második világháború előttről származik, egy japán diáktól.
A kilencvenes években Ázsiában már néhányan "penspinningeltek", de általában egyszerű elemeket használtak, mint a Thumbaround és a Finger Pass. Mára a trükköknek nagyszámú variációja és típusa alakult ki, mint például a Shadow vagy a Twisted Sonic Bust.
2006 óta a tollpörgető weboldalak száma megnőtt, a versenyeket az interneten szervezik.

## Az ujjak és ujjközök jelölése
A hüvelykujjat T-vel jelölik, az angol thumb szó után, a többi ujj számozása 1-től 4-ig a mutatóujjal kezdődik. Az ujjközök megjelölése két számmal történik, attól függően, hogy melyik két ujj között mozog a toll. A számból a művelet irányára is lehet következtetni, ugyanis annak az ujjnak a száma kerül előre amely irányából indul a toll, a második szám pedig azt az ujjat jelöli ahova érkezik. Például a kisujj és mutatóujj közötti rést 14-gyel vagy 41-gyel jelöljük.

## Alapműveletek
Négy fundamentális trükk van.

### ThumbAround

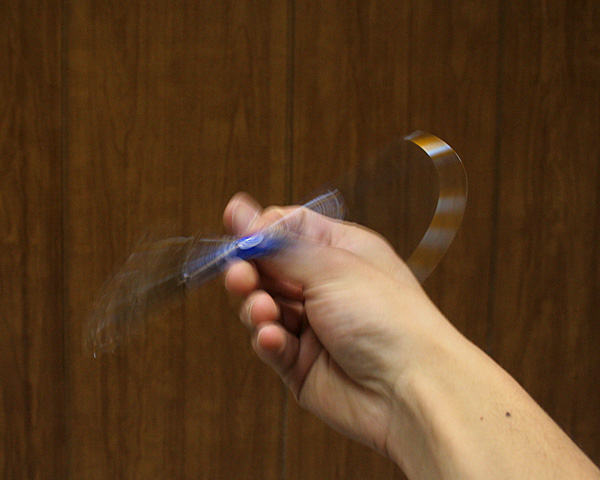
Thumbaround.

A tollnak a hüvelykujj körüli 360 fokos pördítése. Ez azt jelenti, hogy a hüvelykujj tengelye körül a toll minden pontja egy teljes kört ír le. Régebben 360 Degrees Normal-nak nevezték.
A trükk elvégzésekor a tollat a középső ujj segítségével a hüvelykujj felé kell lökni. Ez adja a lendületet a pörgéshez. A kör megtétele után a tollat a mutató és hüvelykujj segítségével fogjuk el. Mutatóujjal is lehet indítani, ezt főleg kombók során használják, mert így sokkal folytonosabb. Az indítás előtt a tollat az említett három ujj segítségével tartjuk, a mutatóujj a toll egyik végénél támaszt (a másik vég a kisujj irányába mutat), a középső a középpont környékén, a hüvelykujj pedig a kettő között, szemközt. A hüvelykujj vagy/és a középső ujj ekkor elkezdi lökni a tollat. (Tulajdonképpen mindhárom ujj erőt gyakorol, de ezek kiegyenlítik egymást. A mutatóujj lesz az, amelyik kienged, és így a nyomás alól felszabadult tollvég miatt elindul a pörgés.) A műveletet felfelé néző tenyérrel kell végezni.

#### Variációk és hasonló trükkök
ThumbAround Reverse, Thumbspin 1.5, Multiple Thumbspin, Extended ThumbAround.

### FingerPass
A toll "passzolgatása" az ujjak között. Talán ez a legegyszerűbb trükk, bárki megtanulhatja néhány perc alatt. A profik azonban nagy gyorsaságra tesznek szert. A passzokat több irányba el lehet végezni, és sok trükkel lehet kombinálni.

### Sonic
A trükk neve a "supersonic" szóból ered ami a művelet gyorsaságára utal. Egy olyan passz amely során a toll a gyűrűs és középső ujj közül indulva a középső és a mutatóujj közé kerül, miközben egy pördületet is tesz. Más ujjak között is véghez vihető, valamint az irányát is meg lehet fordítani (reverse sonic). A művelet tulajdonképpen egy passzal kombinált charge.

### Charge
A charge-ot dobosok is alkalmazzák dobverőkkel, a hosszabb tárgyakkal könnyebben elvégezhető, mint a rövidekkel.
Ez a látványos művelet egy statikus trükk, a toll középpontja két ujj között egy helyben marad, miközben a toll két fele egy-egy kúpfelszín mentén mozog.

## Tollpörgetés a médiában
A tollpörgetés egyik legközismertebb médiabeli megjelenítése az Aranyszem című James Bond-filmben látható, itt sajátos dramaturgiai szerepe is van. Borisz Grisenko, a rossz oldalra állt, enyhén mániásnak beállított hacker-programozó egyik (a filmben dramaturgiailag előzetesen részletesen bemutatott) szenvedélye a tollpörgetés. A filmbeli végkifejlet során ez a szenvedélye Bond egyik sajátosan speciális, frissen kifejlesztett felszerelési tárgya, egy robbanó golyóstoll miatt végzetessé válik Grisenko és megbízója számára.